# Бодфан
Бодфан (валл. Bodfan) (VII век) — святой из Карнарвоншира. День памяти — 2 июня.
Святой Бодфан, или Бобуан (Bobouan), а также его отец и иные родственники, согласно преданию, обратились ко Господу после того как залив Бомарис (Beaumaris Bay) был образован в результате гигантского наводнения. Его считают покровителем Аберна (Abern), графство Карнарвоншир.